# Zelus annulosus
Zelus annulosus  (лат.) — вид клопов-хищнецов рода Zelus из семейства Reduviidae.

## Распространение
Неотропика, Амазония (Бразилия, Колумбия, Французская Гвиана).

## Описание
Длина тела 14 — 23 мм, ноги тонкие и длинные. Основная окраска желтовато-коричневая. Голова цилиндрической формой головы.
Вид был впервые описан в 1866 году шведским энтомологом академиком Карлом Столем (Carl Stål, 1833—1878) под первоначальным названием Diplodus annulosus Stål, 1866, а его валидный статус был подтверждён в ходе ревизии, проведённой американскими энтомологами Guanyang Zhang (Department of Entomology, Калифорнийский университет в Риверсайде, Риверсайд, Калифорния, США) и Элвудом Хартом (Elwood R. Hart, Department of Entomology, Университет штата Айова, Ames).
Большие концентрации сотен клопов этого вида на некоторых растениях (Hirtella physophora, Chrysobalanaceae) связывают с мутуалистическими взаимоотношениями с муравьями Allomerus decemarticulatus Mayr, живущих на этих растениях